# (6448) 1991 CW
(6448) 1991 CW là một tiểu hành tinh vành đai chính. Nó được phát hiện bởi Kenzo Suzuki và Takeshi Urata ở Toyota, Aichi, Nhật Bản, ngày 8 tháng 2 năm 1991.